# Microcharon phreaticus
Microcharon phreaticus là một loài chân đều trong họ Microparasellidae. Loài này được Coineau & Botosaneanu miêu tả khoa học năm 1973.